# Admiral (Bundesmarine)
Admiral (izvirno nemško Admiral; okrajšava: Adm) je admiralski čin v Bundesmarine (v sklopu Bundeswehra). Čin je enakovreden činu  (Bundeswehr) (Heer in Luftwaffe) in specialističnima činoma  (Bundeswehr)ja (vojaška medicina) ter  (Bundeswehr)ja (vojaška farmacija).
Nadrejen je činu viceadmirala. V sklopu Natovega STANAG 2116 spada v razred OF-9, medtem ko v zveznem plačilnem sistemu sodi v razred B10.
Čin admirala je povezan s položajem generalnega inšpektorja Bundeswehra oz. s kakšnim visokim položajem v mednarodnih vojaških organizacijah.

## Oznaka čina
Oznaka čina, ki je sestavljena iz enega zlatega traku, treh debelejših zlatih črt in ene zlate zvezde, je v dveh oblikah: narokavna oznaka (na spodnjem delu rokava) in naramenska (epoletna) oznaka.
Poveljniška zastava admirala je sestavljena iz malteškega križa na beli podlagi.
Galerija
- Narokavna oznaka
- Naramenska (epoletna) oznaka
- Poveljniška zastava

## Seznam admiralov
- Armin Zimmermann: 1. april 1972
- Günter Luther: 1. april 1980
- Dieter Wellershoff: 1. oktober 1986
- Rainer Feist: 18. september 2002